# Adjuma
Adjuma, Adjoema, ají umba, o ojemma es una variedad de  ají Capsicum chinense, originalmente de Surinam en América del Sur. Los frutos poseen la forma de pequeños pimientos morrones, de color rojo o amarillo. Este ají a veces es comercializado como si fuera de la variedad Madame Jeanette, si bien esta es una variedad diferente.
También a menudo los ajíes adjuma son vendidos como "Habanero" o "Scotch Bonnet", a causa de su parecido.

## Nivel de picante
Está considerado un ají extremadamente picante.  En la escala Scoville su grado de pungencia se estima entre  100,000 a 500,000  SHUs,